# Lutherkirche (Hamm)

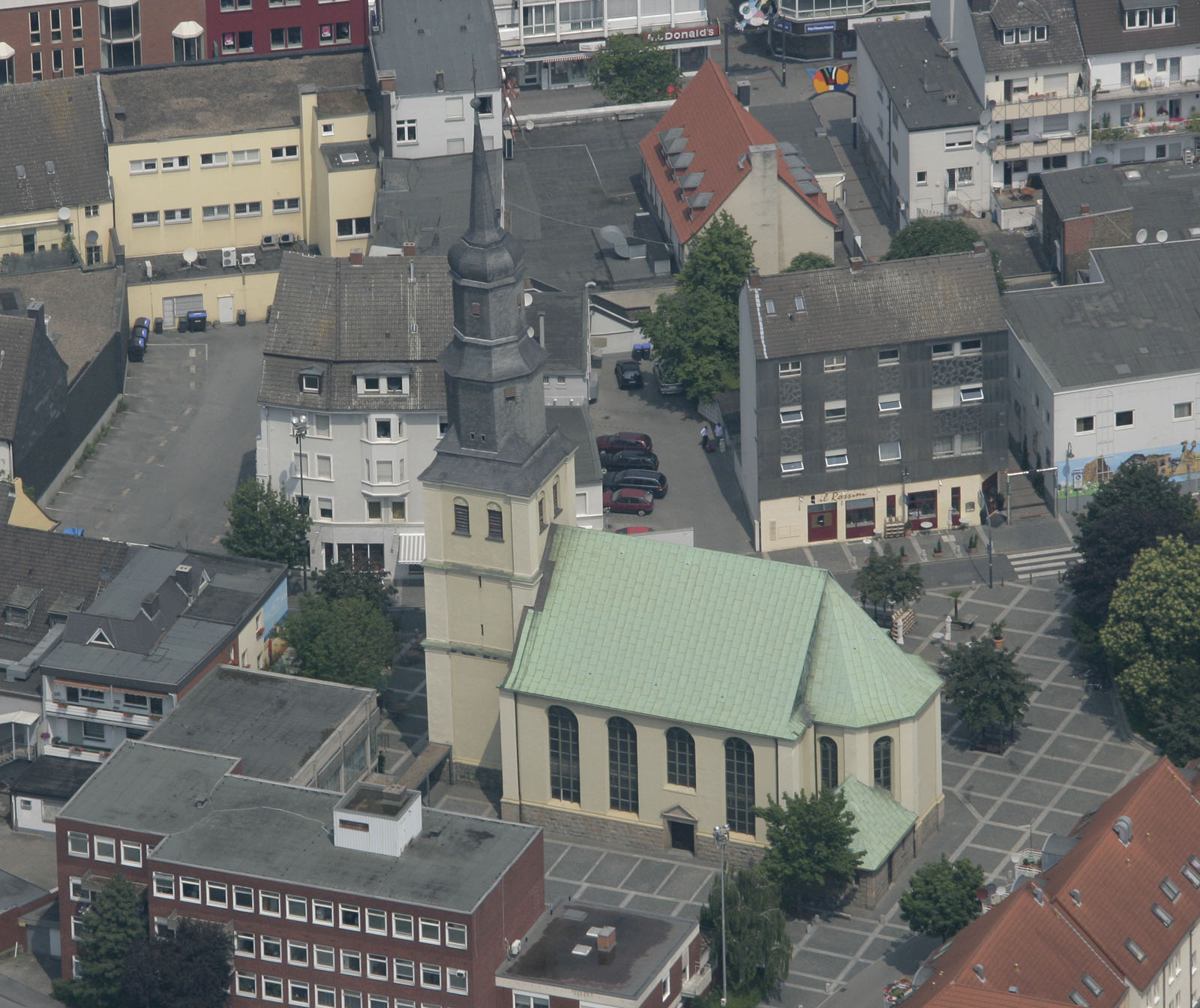
Lutherkirche (Hamm)

Die denkmalgeschützte Lutherkirche steht in der kreisfreien Stadt Hamm in Nordrhein-Westfalen. Sie dient als Jugendkirche im Kirchenkreis Hamm der Evangelischen Kirche von Westfalen.

## Beschreibung
Die Hallenkirche auf steinsichtigem Unterbau wurde 1734–39 nach einem Entwurf von Johann Michael Moser erbaut. Das Langhaus hat vier Joche. Nach Osten schließt sich ein eingezogener, dreiseitig geschlossener Chor an, der 1912 nach Süden eine Sakristei erhielt. Die Mauern sind mit Lisenen an den Ecken verziert.
Der Kirchturm im Westen auf quadratischem Grundriss ist mit einem schiefergedeckten achteckigen, sich verjüngenden Aufsatz versehen, auf dem eine Glockenhaube sitzt. Die Kirchenglocke im Glockenstuhl des obersten Geschosses stammt aus der Pauluskirche.
Der Innenraum des mit Emporen ausgestatteten Langhauses ist mit einem Kreuzrippengewölbe überspannt. Zur Kirchenausstattung gehört ein Kanzelaltar, dessen Schalldeckel auf vier Säulen ruht. Die Orgel auf der Empore im Chor hat neun Register auf zwei Manualen und Pedal und wurde 1980 von Johannes Klais Orgelbau als Opus 1583 errichtet.

## Nutzung
Die Kirche wurde als Garnisonskirche von der überwiegend lutherischen Garnison vor dem Hintergrund erbaut, dass der Magistrat und die reformierte Gemeinde der Stadt die Ausübung des lutherischen Gottesdienstes innerhalb der Stadtmauern zu verhindern suchte. Der Streit eskalierte bis zu dem Punkt an dem die Stadt den Soldaten den Zugang zu einem zu Gebetszwecken von der lutherischen Gemeinde angemieteten Haus durch Vernagelung verhinderte und die Garnison mit dem Bajonett den Zugang erzwang.
Später ergänzte General Wolffersdorf einen Kasernenbau neben der Kirche.
Sie ist damit die dritte Altstadtkirche in Hamm und seit der Vereinigung der reformierten und evangelischen Kirche in der Grafschaft Mark bis 1912 als die „kleinere evangelische Kirche“ bekannt (im Unterschied zur „größeren evangelischen Kirche“, der heutigen Pauluskirche, die von der größeren reformierten Gemeinde genutzt wurde). Erst seit 1912 trägt sie den Namen „Lutherkirche“. Da sie von der seit langem vereinigten Kirchengemeinde nicht mehr für Gemeindegottesdienste gebraucht wurde, dient sie seit 2012 als Jugendkirche des Kirchenkreises.